# Gjon Delhusa
Johnny Delhusa, właśc. Gjon Delhusa (ur. 9 sierpnia 1953 roku w Budapeszcie) – węgierski wokalista albańskiego pochodzenia.

## Życiorys
Delhusa urodził się 9 sierpnia 1953 roku w Budapeszcie. W 1971 roku wystąpił na festiwalu z piosenką "Hegyek lánya", czym zwrócił na siebie uwagę wytwórni z NRD, Amiga. W 1974 roku Delhusa otrzymał Grand Prix na festiwalu w Dreźnie, a rok później został, jako pierwszy obcokrajowiec, wybrany wokalistą roku w NRD. Jego pierwsza płyta sprzedała się w ponad pół milionie egzemplarzy. W 1977 roku dołączył do zespołu Bergendy, a w 1979 roku postanowił rozpocząć karierę solową na Węgrzech. W 1980 roku podpisał trzyletni kontrakt z wytwórnią z RFN, Teldec. Teldec w 1983 roku zaproponowało mu przedłużenie kontraktu pod warunkiem stałego osiedlenia się w RFN, na co Delhusa nie przystał. Później przeprowadził się do NRD, i grał tam wraz z Andrásem Markó (byłym członkiem Gemini). W 1988 roku był uczestnikiem konkursu piosenki na Kubie. W 1989 roku otrzymał nagrodę Magyar Rádió, EMERTON. W 1996 roku miał reprezentować Węgry w Konkursie Piosenki Eurowizji, ale Węgry nie przeszły rundy kwalifikacyjnej, Ostatecznie nie wystąpił podczas finału w Oslo.

## Dyskografia
- Flieg mit dem Wind (album niemieckojęzyczny) (1979)
- Nika se Perimeno (1979)
- Matina (1983)
- Ne légy szomorú (1986)
- Csavargó (1989)
- Mindenem a farmerem (1990)
- Átviszlek az éjszakán (1991)
- Tévelygő angyal (1992)
- Túl vakmerő (1993)
- Líra (kompilacja) (1994)
- Mediterrán (1995)
- Rossz pénz (1996)
- Indián nyár (1997)
- Szerenád (1999)
- Kicsordul majd a szívem (2000)
- Líra kettő (kompilacja) (2000)
- Karácsony (2001)
- Dalok a szélben (kompilacja) (2001)
- Szívek tengerén (2002)
- Bulizós slágerek (kompilacja) (2003)
- Szeress még (2004)
- Best of Delhusa Johnny (kompilacja) (2007)
- Die großen Erfolge (album niemieckojęzyczny) (2007)
- Fény (2009)